# Drapeau de Jalisco
Le drapeau de l'État de Jalisco, au Mexique, est le drapeau utilisé officiellement par l'État de Jalisco depuis 2008. Dans sa version la plus récente, il est composé d'un rectangle divisé en deux bandes verticales de taille identique, de couleur bleue et or, avec les armoiries de l'État en son centre.

## Composition et symbolisme
Entre les bandes bleue et or, se trouve au centre le blason de l'État, d'un diamètre équivalent aux trois quarts de la largeur de la bande. Le rapport de la largeur et la longueur du drapeau est de quatre à sept. Il peut porter une cravate ou un nœud de mêmes couleurs, au bout de l'étendard.

### Couleurs
| Système de couleur | Bleu | Bleu        | Jaune | Jaune     |
| ------------------ | ---- | ----------- | ----- | --------- |
| Pantone            |      | 3425c       |       | Safe      |
| RGB                |      | 0-0-255     |       | 255-255-0 |
| CMYK               |      | 100-0-32-59 |       | 0-0-0-0-0 |
| RGB Hex.           |      | 0000FF      |       | #F1BF00   |

## Historique
Après l'indépendance du Mexique, Prisciliano Sánchez Padilla, gouverneur de l'État mexicain de 1825 à 1826, proposa un drapeau de transition pour l'État de Jalisco, composé de trois bandes horizontales.

### Drapeau de facto (1989-2008)

Bien que l'État ne possède pas de drapeau officiel à cette date, un drapeau blanc avec les armoiries de Jalisco est utilisé lors de différents évènements officiels, dont les olympiques nationales ou les Jeux Universitaires mexicains.
En 2001, Luis Havas a annoncé son intention de créer un drapeau pour l'État mexicain de Jalisco. Il a proposé l'ancien drapeau de Manuel Rodríguez Villegas, composé de deux bandes bleues et d'une bande dorée avec l'emblème de l'État au centre ; il ressemblait au drapeau de la Nouvelle Galice ou Intendance de Guadalajara.

### Premier drapeau d'Etat de jure (2008-2011)

Le 22 février 2007, le gouvernement de Jalisco publie le décret numéro « 21821/LVII/07 », qui rentre alors en vigueur le 22 février 2008.
Celui-ci décrit le drapeau et régit ses conditions d'utilisation :

« Article 14. Le drapeau de l'État de Jalisco est constitué d'un rectangle divisé en deux bandes verticales de dimensions identiques, avec les couleurs dans l'ordre suivant à partir de la hampe : bleu et or. Entre les bandes bleu et or et au centre, il porte les armoiries de l'État, d'un diamètre égal aux trois quarts de la largeur de la bande. Le rapport entre la largeur et la longueur du drapeau est de quatre à sept. Un ruban ou une cravate des mêmes couleurs peut être porté au bas de la moharra. 
Article 15. Les honneurs rendus au drapeau national doivent toujours précéder ceux rendus au drapeau de l'État ou à des particuliers.
Article 16. Les municipalités et les établissements d'enseignement, publics et privés, de l'État possèdent le drapeau de l'État, afin de rendre des honneurs et de l'utiliser dans des actes civiques.
Toute reproduction du drapeau de l'État de Jalisco doit correspondre fidèlement au modèle visé à l'article 14 de la présente loi. »

### Second drapeau d'État de jure (depuis 2011)

Après la signature, le gouverneur de l'état a remis le drapeau de l'État de Jalisco au pouvoir législatif, qui a été placé dans sa niche officielle.
Le 16 juin 2023, Enrique Alfaro Ramírez, gouverneur de l'État de Jalisco, célèbre ses 200 ans de liberté et de souveraineté avec les habitants de l'état de Jalisco. La célébration comprenait la levée du drapeau national et le chant de l’hymne national.